# 임승범
임승범(1987년 5월 19일 ~ )은 대한민국의 배우이다.

## 학력
- 성균관대학교 연기예술학과

## 출연

### 드라마
- 《스타트업》 (2020년, tvN)
- 《슬기로운 의사생활》 (2020년, tvN)
- 《그리드》 (2022년, 디즈니 플러스)

### 영화
- 《폭로》 (2023년) - 김홍창 역

### 연극
- 《일의 기쁨과 슬픔》
- 《클럽 베를린》
- 《라틴아메리카 프로젝트III》
- 《오래된 편지》
- 《플레이 위드 햄릿》
- 《햄릿 읽기 좋은 날》
- 《배소고지 이야기》
- 《사랑해 엄마》
- 《라틴 아메리카 콰르텟》
- 《제주일기》
- 《인사이드 히말라야》
- 《터키블루스》
- 《인디아 블로그》

### 뮤지컬
- 《굴소년의 노래》
- 《사랑을 잃고 나는 쓰네》
- 《명줄》